# Григорьева, Ольга Анатольевна
О́льга Анато́льевна Григо́рьева — российская писательница, пишущая в жанре «историческая мифология». В юности Ольга была неоднократной чемпионкой первенств СССР по плаванию, а после 1996 года занялась писательской деятельностью, автор 8 книг по исторической мифологии. В настоящий момент кроме творческой деятельности, является преподавателем физической культуры Санкт-Петербургского физико-математического лицея №30.

## Спортивная карьера
Ольга Григорьева родилась 15 ноября 1966 года в Ленинграде. В юности занималась плаванием. После окончания школы поступила в Государственный институт физической культуры им. П. Ф. Лесгафта. На втором курсе обучения Ольга получила предложение о переводе на факультет журналистики в Санкт-Петербургский государственный университет, но отказалась.
Как пловец Ольга является восьмикратной чемпионкой СССР (1981, 1983, 1985 и 1986 годов), мастером спорта международного класса, призёром многих Спартакиад (например, VIII летней Спартакиады народов СССР, 8-кратный призёр первенства СССР (1983, 1984 годов), 4-кратная обладательница Кубка СССР (1982 и 1983 годов)), чемпионата Европы.
После окончания университета Ольга устроилась тренером в бассейн Военно-Морского флота, где работала инструктором с 1980 по 1985 годы. Затем в период с 1986 по 1987 годы Ольга Григорьева работала инструктором в добровольном спортивном обществе (ДСО) «Спартак», после чего снова вернулась в спортклуб ВМФ, где работала вплоть до 1996 года.

## Творческая деятельность
Хотя у Ольги есть брат, Дмитрий Григорьев, занимающийся писательской деятельностью (поэт и прозаик), сама она становиться писательницей не собиралась. Первая книга Ольги Григорьевой «Ладога» была опубликована в 1996 году. Как сама признаётся Ольга, писала её для сына в электричках во время поездок на дачу, чтобы не скучал. После успешной публикации Ольга Анатольевна плотно занялась изучением славянской и скандинавской истории. В 1997 году были созданы «Берсерк», неоднократно переиздаваемый (общий тираж составил около 100 тысяч экземпляров) роман скандинавского цикла, и «Колдун», роман описывающий фантастическую версию событий незадолго до крещения Руси.
В период с 1999 по 2000 годы Ольга Григорьева занималась совместным проектом с писателем Владимиром Валерьевичем Колосовым. Оба писателя под общим псевдонимом Феликс Юсупов выпустили три романа в жанре иронического детектива («Укрощение страха», «Никита и Ангел», «Чёрный ангел»). После этого Ольга оставила проект, а дальнейшие романы Феликса Юсупова были написаны исключительно Владимиром Колосовым.
С 2002 года Григорьева стала сотрудничать с издательством «Крылов», благодаря которому были изданы её книги в жанре исторического славянского фэнтези: «Фаворитка», «Стая», «Набег». А в 2007 году Ольга решила вернуться к теме своей первой книги, написав романы продолжения «Тень Волка» и «Священный Призрак». Оба романа была собраны в сборник «Старая Ладога», где Григорьева основываясь на базе реальных исторических фактов и персонажей, выстраивает новую, мистическую картину событий.

## Награды и премии
- 2007 год — роман «Набег» стал лауреатом премии Гоголя в номинации «Вий» как лучшее прозаическое произведение[16][17].
- 2008 год — цикл «Старая Ладога» стал лауреатом премии «Баст» в номинации лучшее произведение в области исторической фантастики[18]. Премия вручалась на VIII литературно-практической конференции «Басткон».